# Модош, Петер
Петер Модош (венг. Módos Péter, р.17 декабря 1987) — венгерский борец греко-римского стиля, призёр Олимпийских игр, чемпионатов мира и Европы.

## Биография
Родился в 1987 году в Сигетваре. В 2008 и 2010 годах становился бронзовым призёром чемпионата Европы. В 2012 году стал серебряным призёром чемпионата Европы, а также завоевал бронзовую медаль Олимпийских игр в Лондоне. В 2013 году стал бронзовым призёром чемпионата мира.